# Estados Unidos en la Copa Mundial de Rugby
La Selección de rugby de los Estados Unidos participó en todas las ediciones de la Copa del Mundo de Rugby a excepción de Sudáfrica 1995 y Francia 2023. Clasificando a través de eliminatorias regionales a todos los torneos.
Las Águilas nunca consiguieron avanzar a cuartos de final, siendo eliminados en primera fase en todos los torneos.

## Nueva Zelanda 1987

### Plantel
Entrenador:  George Hook

### Participación

#### Grupo A
| Equipo         | Jug. | Gan. | Emp. | Perd. | A favor | En contra | Puntos |
| -------------- | ---- | ---- | ---- | ----- | ------- | --------- | ------ |
| Australia      | 3    | 3    | 0    | 0     | 108     | 41        | 6      |
| Inglaterra     | 3    | 2    | 0    | 1     | 100     | 32        | 4      |
| Estados Unidos | 3    | 1    | 0    | 2     | 39      | 99        | 2      |
| Japón          | 3    | 0    | 0    | 3     | 48      | 123       | 0      |

## Inglaterra 1991

### Plantel
Entrenador: Jim Perkins

### Participación

#### Grupo A
| Equipo         | Gan. | Emp. | Per. | A favor | En contra | Puntos |
| -------------- | ---- | ---- | ---- | ------- | --------- | ------ |
| Nueva Zelanda  | 3    | 0    | 0    | 95      | 39        | 9      |
| Inglaterra     | 2    | 0    | 1    | 85      | 33        | 7      |
| Italia         | 1    | 0    | 2    | 57      | 76        | 5      |
| Estados Unidos | 0    | 0    | 3    | 24      | 113       | 3      |

## Gales 1999

### Plantel
Entrenador: Jack Clark

### Participación

#### Grupo E
| Equipo         | Gan. | Emp. | Per. | A favor | En contra | Puntos |
| -------------- | ---- | ---- | ---- | ------- | --------- | ------ |
| Australia      | 3    | 0    | 0    | 135     | 31        | 6      |
| Irlanda        | 2    | 0    | 1    | 100     | 45        | 4      |
| Rumania        | 1    | 0    | 2    | 50      | 126       | 2      |
| Estados Unidos | 0    | 0    | 3    | 52      | 135       | 0      |

## Australia 2003

### Plantel
Entrenador: Tom Billups

### Participación

#### Grupo B
| Equipo         | Gan. | Emp. | Per. | A favor | En contra | Extra | Puntos |
| -------------- | ---- | ---- | ---- | ------- | --------- | ----- | ------ |
| Francia        | 4    | 0    | 0    | 204     | 70        | 4     | 20     |
| Escocia        | 3    | 0    | 1    | 102     | 97        | 2     | 14     |
| Fiyi           | 2    | 0    | 2    | 98      | 114       | 2     | 10     |
| Estados Unidos | 1    | 0    | 3    | 86      | 125       | 2     | 6      |
| Japón          | 0    | 0    | 4    | 79      | 163       | 0     | 0      |

## Francia 2007

### Plantel
Entrenador:  Peter Thorburn

### Participación

#### Grupo A
| Posición | Equipo         | Partidos | Partidos | Partidos  | Partidos | Tantos  | Tantos    | Puntos bonus | Puntos |
| Posición | Equipo         | jugados  | ganados  | empatados | perdidos | a favor | en contra | Puntos bonus | Puntos |
| -------- | -------------- | -------- | -------- | --------- | -------- | ------- | --------- | ------------ | ------ |
| 1        | Sudáfrica      | 4        | 4        | 0         | 0        | 189     | 47        | 3            | 19     |
| 2        | Inglaterra     | 4        | 3        | 0         | 1        | 108     | 88        | 2            | 14     |
| 3        | TON            | 4        | 2        | 0         | 2        | 89      | 96        | 1            | 9      |
| 4        | Samoa          | 4        | 1        | 0         | 3        | 69      | 143       | 1            | 5      |
| 5        | Estados Unidos | 4        | 0        | 0         | 4        | 61      | 142       | 1            | 1      |

## Nueva Zelanda 2011

### Plantel
Entrenador:  Eddie O'Sullivan

### Participación

#### Grupo C
| Posición | Selección      | Partidos | Partidos | Partidos  | Partidos | Tries a favor | Tantos  | Tantos    | Tantos     | Puntos extra | Puntos |
| Posición | Selección      | jugados  | ganados  | empatados | perdidos | Tries a favor | a favor | en contra | diferencia | Puntos extra | Puntos |
| -------- | -------------- | -------- | -------- | --------- | -------- | ------------- | ------- | --------- | ---------- | ------------ | ------ |
| 1        | Irlanda        | 4        | 4        | 0         | 0        | 15            | 135     | 34        | +101       | 1            | 17     |
| 2        | Australia      | 4        | 3        | 0         | 1        | 25            | 173     | 48        | +125       | 3            | 15     |
| 3        | Italia         | 4        | 2        | 0         | 2        | 13            | 92      | 93        | −3         | 2            | 10     |
| 4        | Estados Unidos | 4        | 1        | 0         | 3        | 4             | 38      | 122       | −84        | 0            | 4      |
| 5        | Rusia          | 4        | 0        | 0         | 4        | 8             | 57      | 196       | −139       | 1            | 1      |

## Inglaterra 2015

### Plantel
Entrenador: Mike Tolkin

### Participación

#### Grupo B
| Posición | Selección      | Partidos | Partidos | Partidos  | Partidos | Tries a favor | Tantos  | Tantos    | Tantos     | Puntos extra | Puntos |
| Posición | Selección      | jugados  | ganados  | empatados | perdidos | Tries a favor | a favor | en contra | diferencia | Puntos extra | Puntos |
| -------- | -------------- | -------- | -------- | --------- | -------- | ------------- | ------- | --------- | ---------- | ------------ | ------ |
| 1        | Sudáfrica      | 4        | 3        | 0         | 1        | 23            | 176     | 56        | 120        | 4            | 16     |
| 2        | Escocia        | 4        | 3        | 0         | 1        | 14            | 136     | 93        | 40         | 2            | 14     |
| 3        | Japón          | 4        | 3        | 0         | 1        | 9             | 98      | 100       | -2         | 0            | 12     |
| 4        | Samoa          | 4        | 1        | 0         | 3        | 7             | 69      | 124       | -55        | 2            | 6      |
| 5        | Estados Unidos | 4        | 0        | 0         | 4        | 5             | 50      | 156       | -106       | 0            | 0      |

## Japón 2019
| Posición | Selección      | Partidos | Partidos | Partidos  | Partidos | Tries a favor | Tantos  | Tantos    | Tantos     | Puntos extra | Puntos |
| Posición | Selección      | jugados  | ganados  | empatados | perdidos | Tries a favor | a favor | en contra | diferencia | Puntos extra | Puntos |
| -------- | -------------- | -------- | -------- | --------- | -------- | ------------- | ------- | --------- | ---------- | ------------ | ------ |
| 1        | Inglaterra     | 4        | 3        | 1         | 0        | 17            | 119     | 20        | +99        | 3            | 17     |
| 2        | Francia        | 4        | 3        | 1         | 0        | 9             | 79      | 51        | +28        | 1            | 15     |
| 3        | Argentina      | 4        | 2        | 0         | 2        | 14            | 106     | 91        | +15        | 3            | 11     |
| 4        | Tonga          | 4        | 1        | 0         | 3        | 9             | 67      | 105       | –38        | 2            | 6      |
| 5        | Estados Unidos | 4        | 0        | 0         | 4        | 7             | 52      | 136       | –84        | 0            | 0      |